# Francesc Aura Boronat
Francesc Aura Boronat   (Alcoi, 30 de desembre de 1918 - Alcoi, 27 de novembre de 2018) va ser un activista i divulgador antifeixista valencià, supervivent del camp de concentració de Mauthausen.
Amb només 17 anys va lluitar amb el bàndol republicà de la Guerra Civil espanyola i posteriorment va exiliar-se a Suïssa i França, on va acabar en un camp de treball en la construcció de la Línia Maginot. Després de la derrota francesa seria detingut pels nazis i deportat a Mauthausen, on va sobreviure durant 4 anys i 9 mesos. Després de l'alliberament del camp va seguir vivint a França per por de la repressió franquista, i no va tornar a Alcoi fins al 1953.
La seva història va ser il·lustrada pel també alcoià Jordi Peidro en la novel·la gràfica Esperaré siempre tu regreso i també va ser part del llibre Francisco Aura Boronat: resistencia y dignidad frente a la desmemoria, de Paco Blay, Àngel Beneito i Natxo Lara.
El 2014 l'ajuntament d'Alcoi va posar el seu nom a un dels ponts del municipi. En el moment de la seva mort, poc abans de complir 100 anys, era el darrer valencià supervivent dels camps d'extermini nazis.